# 327 a.C.
Il 327 a.C. (CCCXXVII a.C. in numeri romani) è un anno  del IV secolo a.C.

## Eventi
- Alessandro Magno conquista il territorio comprendente Afghanistan e Punjab e invade l'India settentrionale.
- Roma
  - Consoli Quinto Publilio Filone II e Lucio Cornelio Lentulo
  - Dittatore Marco Claudio Marcello

## Nati
- Eracle di Macedonia, nobile macedone antico († 309 a.C.)

## Morti
- Callistene, storico greco antico (n. 370 a.C.)